# Hydrocotyle venezuelensis
Hydrocotyle venezuelensis är en växtart i släktet Hydrocotyle och familjen araliaväxter.
Arten är en klättrande halvbuske som förekommer i Venezuela. Den beskrevs av Joseph Nelson Rose och Mildred Esther Mathias 1936.